# Campylorhabdus poggei
Campylorhabdus poggei är en skalbaggsart som först beskrevs av Edgar von Harold 1878.  Campylorhabdus poggei ingår i släktet Campylorhabdus och familjen stumpbaggar. Inga underarter finns listade i Catalogue of Life.